# Frankie Valli
Pour les articles homonymes, voir Valli (homonymie).
Francesco Castelluccio, dit Frankie Valli, est un chanteur et acteur américain né le 3 mai 1934 à Newark. Il est connu pour être le leader des The Four Seasons, groupe également connu sous le nom de Frankie Valli and The Four Seasons.

## Biographie

### Jeunesse
Frankie Valli, de son vrai nom Francis Stephen Castelluccio, est né à Newark (New Jersey) le 3 mai 1934. Son père, Anthony Castelluccio, était barbier. Sa mère, Marie Rinaldi, était femme au foyer. Il décida de suivre une carrière de chanteur à l'âge de sept ans, après avoir vu, avec sa mère, le jeune Frank Sinatra au Paramount Theater à New York. Castelluccio lui paraissant être un nom trop long, il prit le nom de famille de son mentor et amie Texas Jean Valley, ultérieurement orthographié Valli. Jusqu'à ce qu'il puisse subvenir à ses besoins grâce à la musique, il travailla comme barbier.[réf. nécessaire]

### Carrière musicale
Frankie Valli commence sa carrière de chanteur professionnel en 1951 avec le Variety Trio (Nickie DeVito, Tommy DeVito et Nick Macioci). Le désir de Frankie Valli de chanter en public lui est accordé lorsque, après l'avoir entendu chanter, le groupe lui offre une apparition lors de sa prochaine prestation. Fin 1952, le Variety Trio est dissout et Frankie Valli, avec Tommy DeVito, fait partie du groupe The Strand à New Brunswick (New Jersey). Frankie Valli joue de la basse et chante. Il sort son premier single, My Mother's Eyes, en 1953, sous le nom de « Valley ». Vers cette époque, Tommy DeVito et Frankie Valli quittent The Strand et forment The Variatones avec Hank Majewski, Frank Cattone et Billy Thompson. En 1956, dans le cadre d'une audition d'une chanteuse, le groupe impressionne Peter Paul, qui les auditionne chez RCA Records une semaine plus tard. Rebaptisé The Four Lovers, le groupe enregistre plusieurs singles et un album. Ils obtiennent un petit succès avec You're the Apple of My Eye en 1956. Nickie DeVito et Hank Majewski quittent le groupe en 1958 pour être remplacés par Nick Macioci (actuel Nick Massi) et Hugh Garrity. Le groupe a continué de se produire jusqu'en 1959, lorsque Bob Gaudio en devient membre. Après quelques changements, le groupe est rebaptisé The 4 Seasons en 1960.
Chanteur du groupe The Four Seasons, Frankie Valli obtient une série de succès en commençant par le hit Sherry, numéro un du Billboard Hot 100 en 1962. Le bassiste du groupe Nick Massi est remplacé en 1965 par Charlie Calello, arrangeur instrumental du groupe ; peu après, Charlie est remplacé par Joseph LaBracio, sous le pseudonyme de « Joe Long ».
Au cours des années 1960, Gaudio et son partenaire d'écriture, le producteur Bob Crewe, travaillent avec Valli pour élaborer des enregistrements solo avec plus ou moins de succès. Le concept d'un artiste majeur se produisant également en solo aux dépens de ses propres représentations de groupe était rare dans le monde pop-rock à cette époque. Valli fut le premier chanteur à enregistrer la composition de Gaudio-Crewe The Sun Ain't Gonna Shine (Anymore), reprise plus tard avec succès par The Walker Brothers. Valli continua à enregistrer en solo et créa l'événement avec la sortie de Can't Take My Eyes Off You. Bien qu'elle n'ait atteint que la deuxième place dans le classement des meilleures ventes, la chanson fut reprise par de nombreux artistes.
Le premier album solo de Frankie Valli était un assemblage de divers singles et de quelques enregistrements inédits. Un single de juillet 1967, I Make A Fool Of Myself, atteint la 18e place du classement musical des meilleures ventes[Où ?]. Timeless, son second album solo, mène une chanson dans le Top 40, To Give (The Reason I Live). À la fin des années 1960, une série d'enregistrements sont inclus dans l'album de Valli et des Four Seasons Half & Half ou sortent en singles. Le seul titre à émerger à cette époque est The Girl I'll Never Know (Angels Never Fly This Low) qui atteint la 52e place. You're Ready Now, enregistrement solo de 1966, obtient un succès inattendu en Grande-Bretagne à la suite du mouvement Northern soul et atteint la 11e position dans les pop charts britanniques en décembre 1970. En 1975, le single My Eyes Adored You est numéro 1 du Billboard Hot 100. La même année, il est également en 6e position du Billboard avec Swearin’ To God. Il obtient un nouveau succès au Royaume-Uni avec Fallen Angel écrit par Guy Fletcher & Doug Flett et produit par Bob Gaudio. Valli est alors dans le classement des meilleures ventes de disques britannique en même temps que The Four Seasons et le hit Silver Star - dans lequel il n’apparaît pas. En 1976, Frankie Valli chante la chanson des Beatles A Day in the Life pour l'éphémère documentaire musical All This and World War II. En 1978, il chante la chanson Grease pour la version cinématographique de la pièce de théâtre, Grease, chanson écrite par Barry Gibb des Bee Gees qui devient numéro 1 du hit-parade. Il obtient deux succès supplémentaires l'année suivante, Save Me, Save Me en novembre 1978 et Fancy Dancer en janvier 1979.

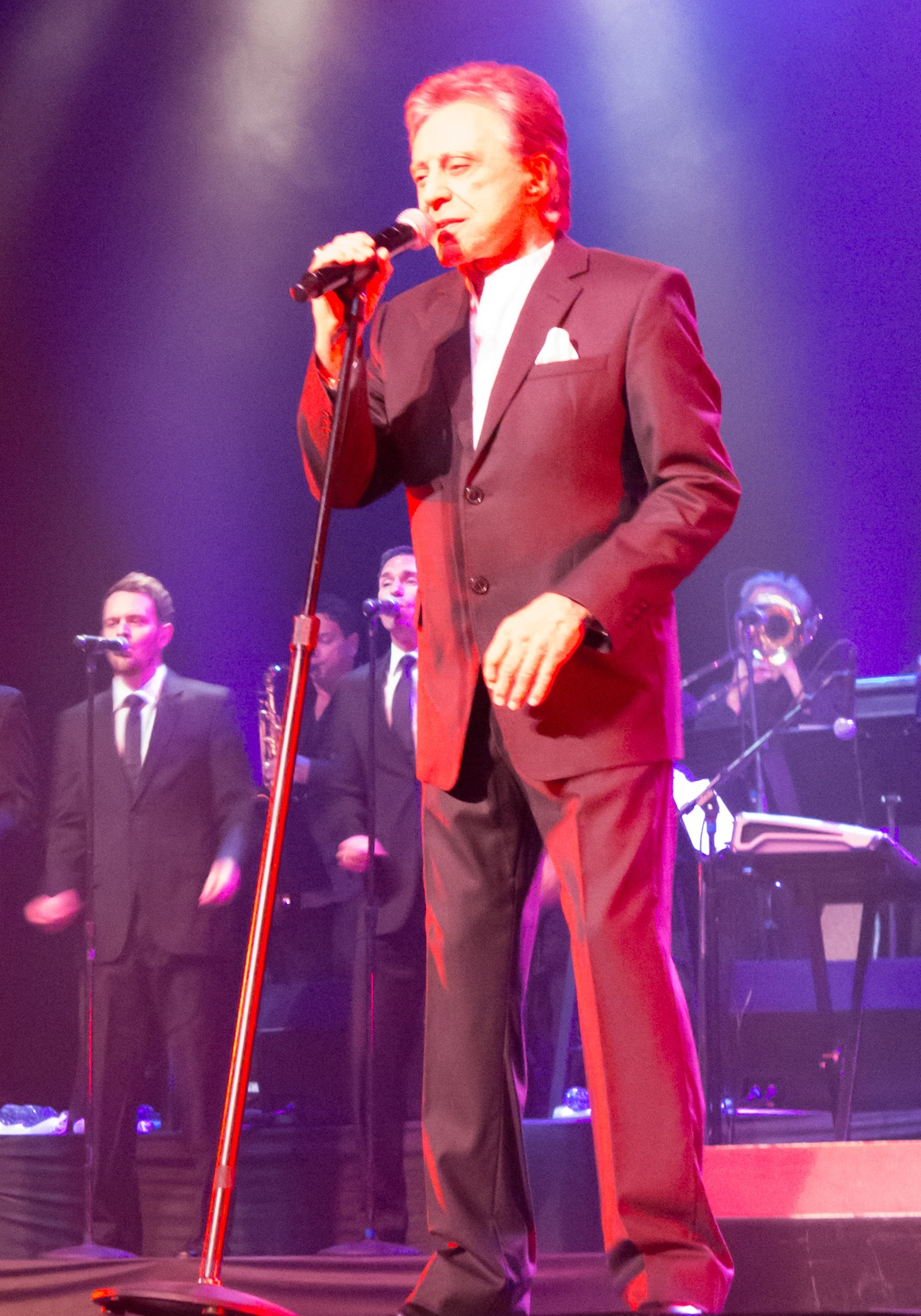
Frankie Valli en concert à Beverly Hills en 2013.

Valli a souffert d'otospongiose dans les années 1970, l'obligeant à « chanter de mémoire » dans la dernière partie de la décennie. Une intervention chirurgicale a restauré son audition en 1980. En 1990, The Four Seasons entrent au Rock and Roll Hall of Fame. En 1992, le groupe sort l’album Hope and Glory. En 2005, la comédie musicale juke-box Jersey Boys est lancée à Broadway. Outre les reprises d'un grand nombre de hits de Frankie Valli et The Four Seasons, la comédie musicale propose un récit biographique racontant les quatre points de vue distincts de chacun des membres du groupe (Tommy DeVito, Frankie Valli, Nick Massi, et Bob Gaudio). La comédie musicale met en scène plusieurs incidents réels de la vie de Valli, y compris sa séparation avec sa fille, Francine, qui mourut en 1980. Le spectacle fut largement acclamé, remporta le succès financier et six Tony Awards. Plusieurs compagnies itinérantes produisent la comédie musicale à travers le monde. En octobre 2007, Frankie Valli sort Romancing  the 60s, un album contenant des reprises de ses chansons préférées à partir des années 1960. En octobre 2010, une version duo de The Biggest Part of Me de Frankie Valli et Juice Newton sort sur l'album de Newton Duets: Friends & Memories. En 2013 sort le film Jersey Boys, réalisé par Clint Eastwood, qui retrace la carrière de Valli et des Four Seasons, de leurs débuts jusqu'à leur entrée dans le Hall of Fame. Le rôle de Frankie Valli est tenu par l'acteur John Lloyd Young.[réf. nécessaire][réf. nécessaire]

### Carrière d'acteur
Frankie Valli a fait plusieurs apparitions dans les saisons 5 et 6 de la série Les Soprano dans le rôle du truand Rusty Millio.

## Discographie

### Liste des albums studio
| Année | Titre                                    | Label                 |
| ----- | ---------------------------------------- | --------------------- |
| 1967  | The 4 Seasons Present frankie valli solo | Philips Records       |
| 1968  | Timeless                                 | Philips Records       |
| 1975  | Closeup                                  | Private Stock         |
| 1975  | Inside You                               | Motown                |
| 1975  | Our Day Will Come                        | Private Stock Records |
| 1976  | Valli                                    | Private Stock Records |
| 1977  | Lady Put the Light Out                   | Private Stock Records |
| 1978  | Frankie Valli... Is the Word             | Warner Bros. Records  |
| 1980  | Heaven Above Me                          | Curb Records          |
| 2007  | Romancing The 60s                        | Motown                |

### Compilations
Compilations et albums de The Four Seasons contenant des chansons solo de Valli :
- 1970 : Half & Half (cinq titres de Frankie Valli, cinq pistes de The 4 Seasons)
- 1972 : Chameleon (deux pistes de Frankie Valli, sept titres de The Four Seasons)
- 1975 : Valli Gold
- 1978 : Frankie Valli Hits
- 1979 : Very Best Of Frankie Valli
- 1980 : Superstar Series Volume 4 (cinq titres de Frankie Valli, quatre titres de The Four Seasons)
- 1988 : Frankie Valli and The Four Seasons  25th Anniversary Collection (douze titres de Frankie Valli, 42 pistes, soit par The Four Seasons ou The Wonder Who?)
- 1990 : Frankie Valli & The 4 Seasons volume 2 rarities (deux pistes de Frankie Valli, seize pistes par The Four Seasons)
- 1994 : Frankie Valli Solo Timeless 2LPs On 1 CD + Bonus Tracks
- 1996 : The 4 Seasons Frankie Valli Half & Half Plus 6 Bonus Tracks (huit titres de Frankie Valli, huit titres de The Four Seasons)
- 1996 : Frankie Valli Greatest Hits
- 2001: In Season the Frankie Valli & The 4 Seasons Anthology (quatorze titres de Frankie Valli, 37 pistes, par The Four Seasons ou The Wonder Who?)
- 2007 : ...Jersey Beat... The Music Of Frankie Valli & The 4 Seasons + 1 DVD (treize titres de Frankie Valli, 63 pistes, par The Four Seasons ou The Wonder Who?) (DVD contenant deux solos de Frankie Valli et dix représentations de The Four Seasons)
- 2008 : The Four Seasons Present Frankie Valli Solo - Timeless
- 2008 : Closeup - Valli
- 2008 : Our Day Will Come - Lady Put the Light Out
- 2008 : Frankie Valli Is the Word - Heaven Above Me
- 2008 : Frankie Valli and The Four Seasons: The Motown Years (quatorze titres de Frankie Valli, treize titres de The Four Seasons)